# Ma religion dans son regard
Singles de Johnny Hallyday
Tout au bout de nos peines (en duo avec Isabelle Boulay)
(2004) Mon plus beau Noël
(2005)
Clip vidéo
[vidéo] « Ma religion dans son regard », sur YouTube
Ma religion dans son regard est une chanson de Johnny Hallyday issue de son album de 2005 Ma vérité.
Le 24 novembre 2005, environ deux semaines avant la sortie de l'album, la chanson est parue en single et s'est classée à la 2e position des ventes en France.

## Développement et composition
La chanson a été écrite par Benoît Poher et le groupe de rock Kyo. L'enregistrement a été produit par Pierre Jaconelli.

## Liste des pistes
Single CD — 2005, Mercury 983 420-9 (UMG)
1. Ma religion dans son regard (3:48)
2. Apprendre à aimer (4:19)[1]

## Classements
| Classement (2005) | Meilleure position |
| ----------------- | ------------------ |
| France (SNEP)     | 2                  |
| Classement (2017) | Meilleure position |
| France (SNEP)     | 122                |